# Resolution 678 des UN-Sicherheitsrates
Mit der Resolution 678 des Sicherheitsrates der Vereinten Nationen vom 29. November 1990 wurden die Mitgliedstaaten der UN ermächtigt, ab dem 15. Januar 1991 zur Befreiung Kuwaits vom Irak Militärgewalt anzuwenden. Der Irak hatte am 2. August 1990 Kuwait besetzt und damit den Zweiten Golfkrieg begonnen. Die Resolution ermächtigte eine von den USA geführte Koalition, ab dem 16. Januar 1991 Militäroperationen (US-Bezeichnung: „Operation Desert Storm“) gegen den Irak durchzuführen, in deren Verlauf Kuwait befreit wurde.
Der Wortlaut der Resolution enthält die Formulierung „ermächtigt die Mitgliedstaaten […] alle erforderlichen Mittel einzusetzen“. Dies erlaubt nach dem Sprachgebrauch der UN auch den Einsatz militärischer Gewalt.
Angenommen wurde die Resolution auf der 2963. Sitzung mit zwölf Ja-Stimmen bei zwei Gegenstimmen (Kuba, Jemen) und einer Enthaltung (China).